# Джалилов, Хаким
Хаким Джалилов (узб. Hakim Jalilov; род. 1916 — ?) — советский хозяйственный, государственный и политический деятель. Заместитель министра сельского хозяйства Узбекской ССР. Депутат Верховного Совета Узбекской ССР 4, 5, 9, 10 созывов.

## Биография
Родился в 1916 году. Член КПСС с 1946 года.
Окончил Ташкентский институт инженеров железнодорожного транспорта.
С 1935 года — на хозяйственной, общественной и политической работе. В 1935—1985 гг. — мастер школы фабрично-заводского ученичества, участковый механик, начальник железнодорожного хозяйства, начальник строительства железной дороги на Фархадской ГЭС.
Заведующий отдела Ташкентского, секретарь Ферганского обкома партии. Председатель Ташкентского облисполкома  (1957—1961), первый секретарь Гулистанского, Комсомольского райкомов партии.
Начальник управления механизации, энергетики и транспорта, заместитель начальника Главного управления «Главсредазирсовхозстроя».
Первый заместитель министра сельского хозяйства Узбекской ССР.
Депутат Верховного Совета Узбекской ССР 4, 5, 9, 10 созывов.
Умер после 1985 года.